# Langsporn-Veilchen
Das Langsporn-Veilchen (Viola calcarata), auch Gesporntes Stiefmütterchen oder Alpen-Stiefmütterchen genannt, ist eine Pflanzenart aus der Gattung Veilchen (Viola) innerhalb der Familie der Veilchengewächse (Violaceae).

## Beschreibung

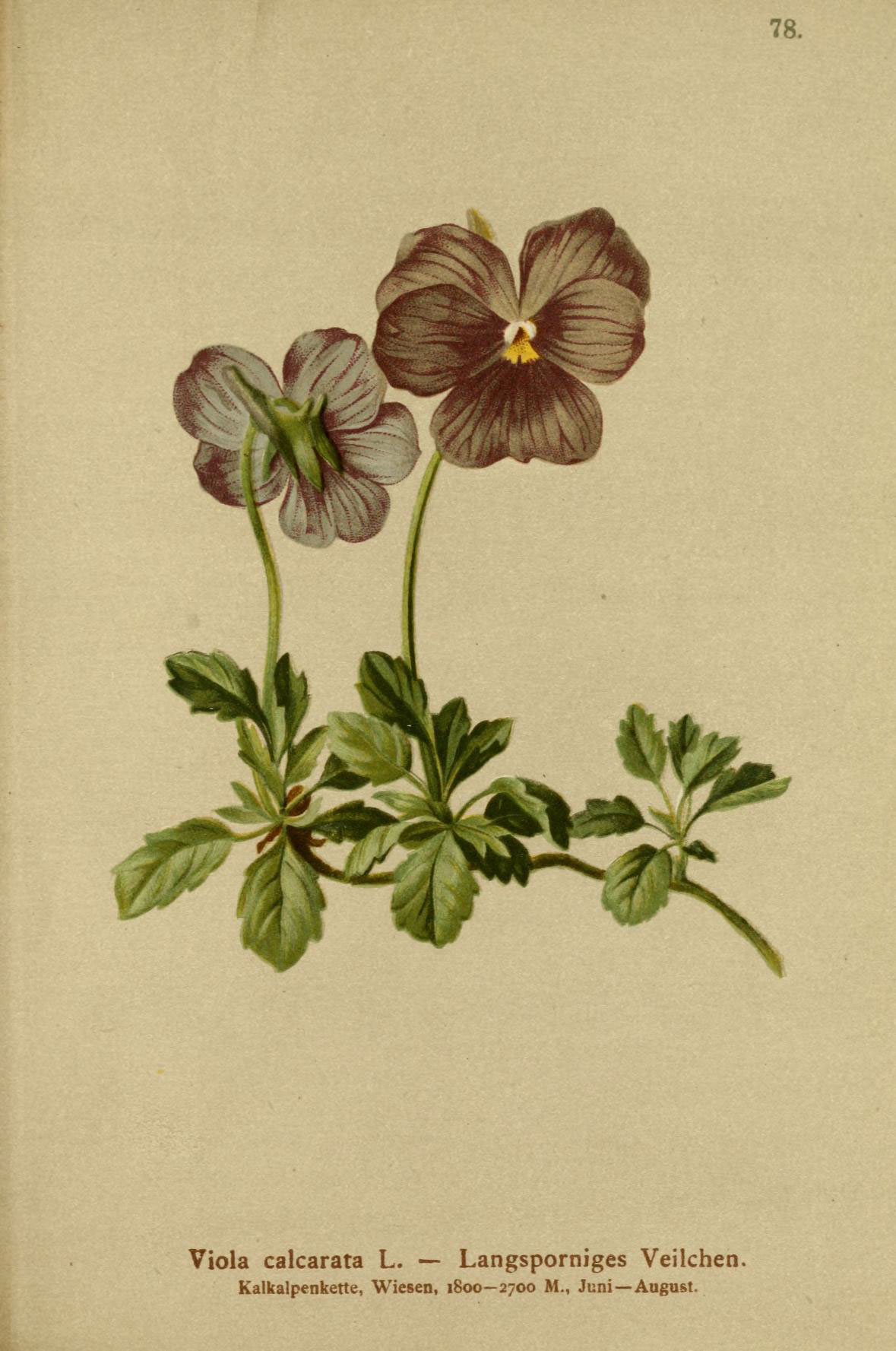
Illustration aus Atlas der Alpenflora

### Vegetative Merkmale
Das Langsporn-Veilchen wächst als niedrige, zarte und ausdauernde krautige Pflanze und erreicht Wuchshöhen von 5 bis 8, selten bis zu 10 Zentimetern.
Die in einer grundständigen Blattrosette angeordneten Laubblätter sind in Blattstiel und -spreite gegliedert. Der Stiel ist 5 bis 15 Millimeter lang. Die einfache Blattspreite ist bei einer Länge von 1 bis 4 Zentimetern sowie bei einer Breite von 3 bis 8 Millimetern breit-eiförmig, häufig fast rund, am Rand meist gekerbt oder selten ganzrandig. Die Nebenblätter sind bei einer Länge von etwa 2 Zentimetern länglich mit stumpfem oder spitzem oberen Ende und ganzem oder gezähntem Blattrand oder fiederspaltig mit ein oder zwei linealischen Abschnitten.

### Generative Merkmale
Die Blütezeit reicht von Mai bis Juli. Je Blattrosette wird nur eine Blüte in einer Blattachsel gebildet.
Die zwittrigen Blüten sind bei einer Länge von 25 bis 35 Millimetern zygomorph und fünfzählig mit doppelter Blütenhülle. Die fünf Kronblätter sind unterschiedlich groß, von denen das unterste am Ende in einem hohlen Sporn verlängert ist. Der Sporn ist gerade oder schwach aufwärts gebogen und bis zu 15 Millimeter lang. Die Farbe der Kronblätter ist meist dunkelviolett, selten blassgelb bis weiß, bei der Unterart Viola calcarata zoysii gelb.
Die Kapselfrucht öffnet sich in drei Deckeln und enthält vielen Samen.
Die Chromosomenzahl beträgt für alle drei Unterarten 2n = 40.

## Ökologie
Das Langsporn-Veilchen durchspinnt den Felsschutt mit langen, unterirdischen Ausläufern und streckt an deren Ende büschelweise ihre Laubblätter ans Licht. Die „Wandertriebe“ werden bis 40 Zentimeter lang und sind zuerst zerbrechlich, später verholzt. Das Langsporn-Veilchen ist – im Gegensatz zu den meisten Veilchen-Arten des Tieflandes, die von Bienen bestäubt werden – eine ausgesprochene Falterblume mit engem Blüteneingang und langem Sporn.

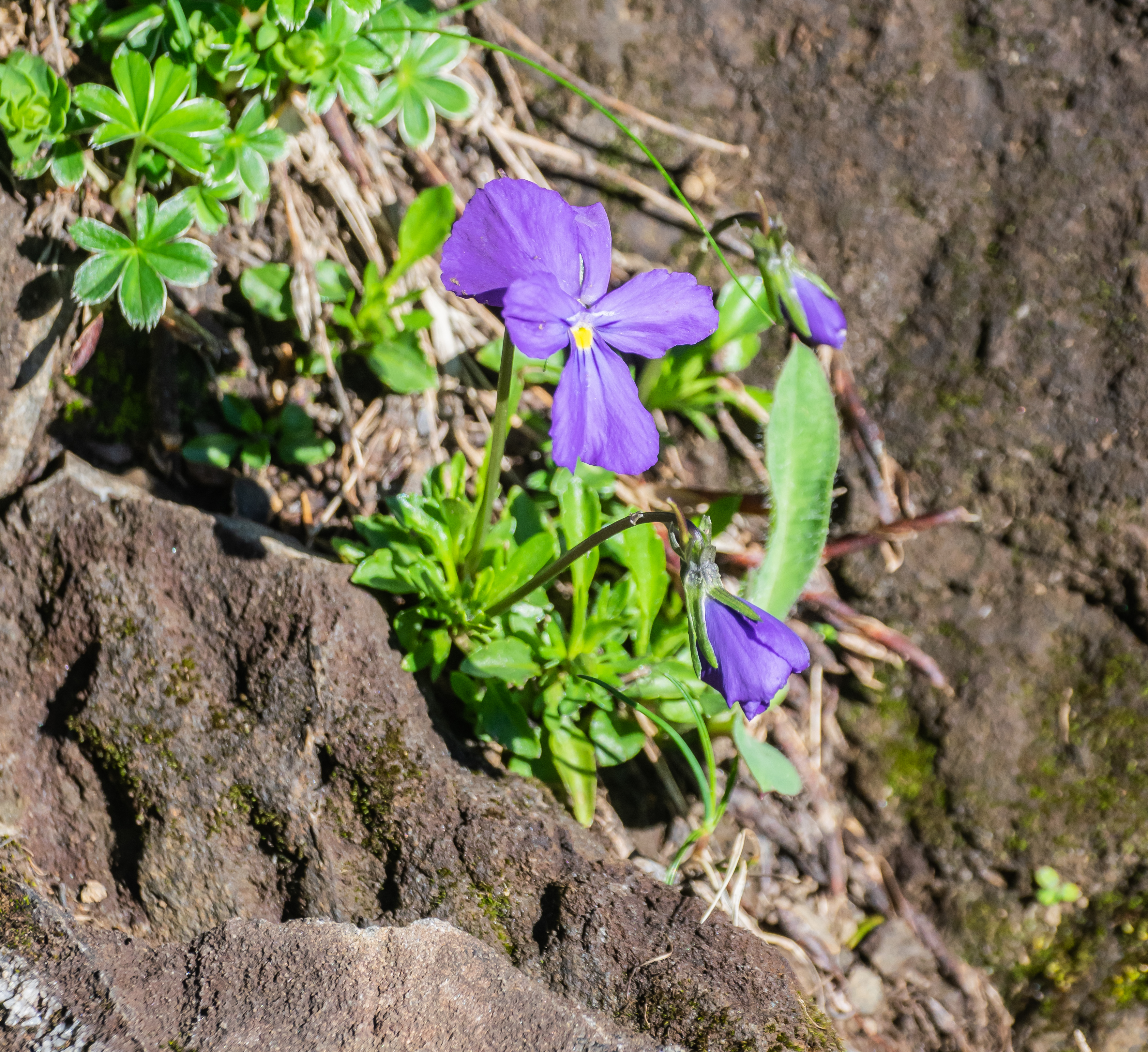
Habitus, Laubblätter und Blüte im Habitat

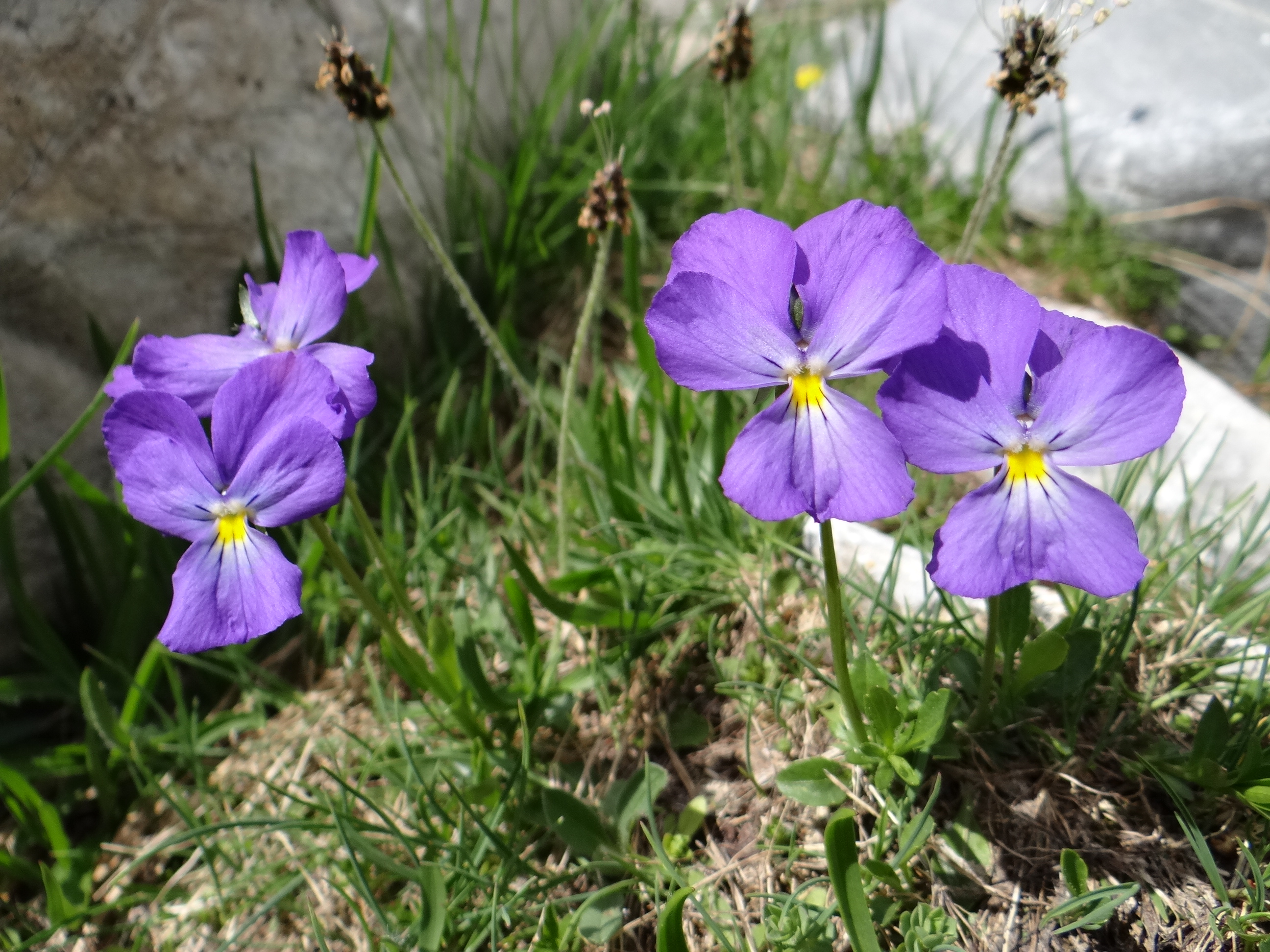
Habitus und Blüten von Viola calcarata

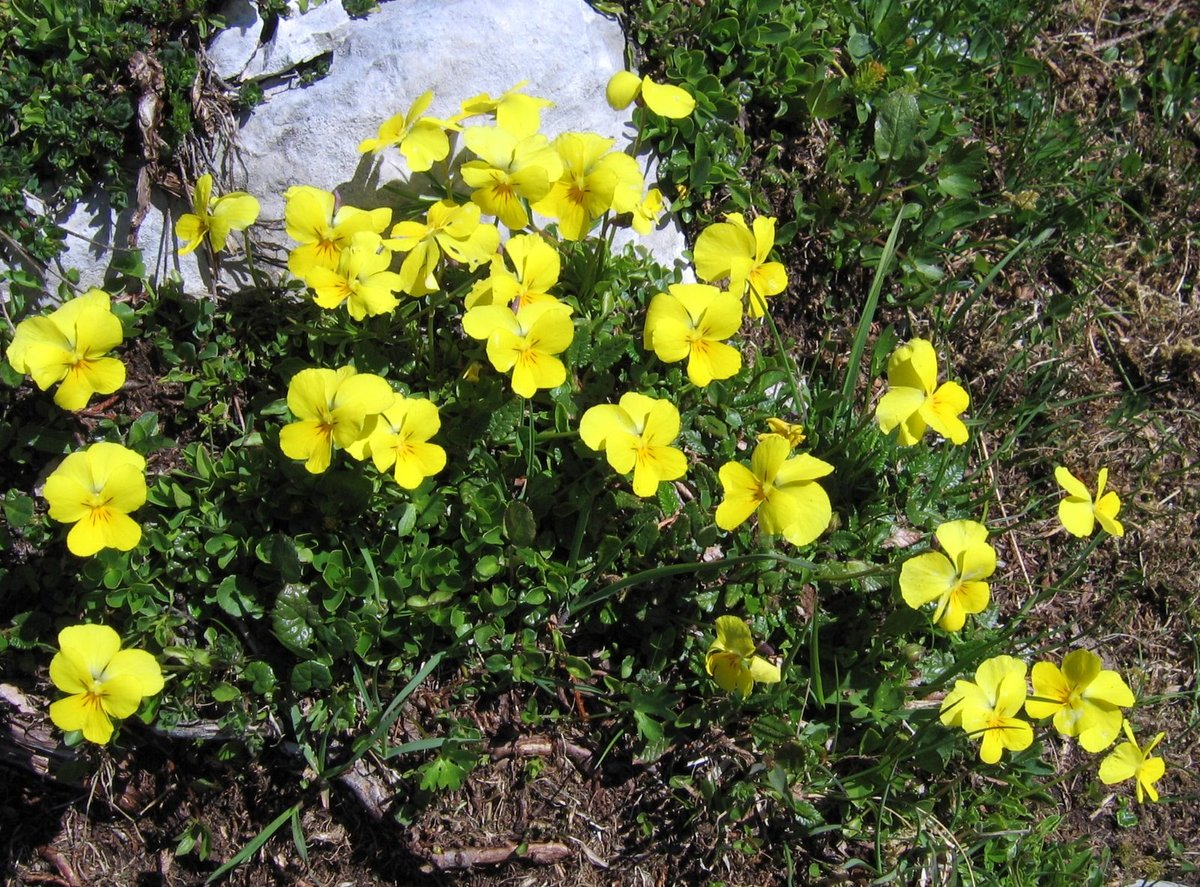
Viola calcarata subsp. zoysii

## Vorkommen
Das Langsporn-Veilchen ist vor allem in den Westalpen verbreitet, 60 Prozent des weltweiten Bestands liegen in der Schweiz, die damit sehr hohe Verantwortung für die Erhaltung dieser Art trägt. Westgrenze der Verbreitung ist der Colle di Tenda. In Bayern liegt ein reliktartiger Lebensraum in den Allgäuer Alpen und in Österreich in Tirol im Raum der Lechtaler Alpen, in Vorarlberg im Raum Montafon. Dort lebt das Langsporn-Veilchen in frischen alpinen Rasenfluren und festen kalkhaltigen, also ruhenden Gesteinsfluren oberhalb der Baumgrenze.
Die Unterart Viola calcarata subsp. zoysii kommt zwischen Karawanken und Prokletije vor. In Bosnien und der Herzegowina ist sie in der Bjelašnica, Visočica, Treskavica, Maglić, Zelengora, Volujak, Vranica, Prenj, Čvrsnica, in Montenegro im Durmitor, Bijela gora, Orjen sowie im Kosovo im Prokletije verbreitet. Nach Süden reicht die Verbreitung bis Makodeonien in ie Šar planina.
Als Kennart von Schneetälchen siedelt sie auf langsam kriechendem feuchtem Hangschutt und kommt gerne auf Fließerden (Solifluktion) vor. In den Dinariden ist die Unterart zoysii eine Charakterart im Oxytropidion dinaricae. Hierin ist sie für die Gesellschaft Arabidion flavescentis charakteristisch, wo sie zwischen 1600 und 2300 m verbreitet vorkommt.
Die beiden Unterarten Viola calcarata subsp. calcarata und Viola calcarata subsp. zoysii finden ihr Optimum in den Gesellschaften der Klasse Elyno-Seslerietea variae. Nach Oberdorfer kommen sie aber auch im Leontodontetum montani aus dem Verband Thlaspion rotundifolii oder in Gesellschaften des Verbands Arabidion caerulea vor.
Die ökologischen Zeigerwerte nach Landolt et al. 2010 sind in der Schweiz für Viola calcarata subsp. calcarata: Feuchtezahl F = 3 (mäßig feucht), Lichtzahl L = 5 (sehr hell), Reaktionszahl R = 3 (schwach sauer bis neutral), Temperaturzahl T = 1+ (unter-alpin, supra-subalpin und ober-subalpin), Nährstoffzahl N = 2 (nährstoffarm), Kontinentalitätszahl K = 3 (subozeanisch bis subkontinental).
Das Langsporn-Veilchen steigt in Bayern in den Allgäuer Alpen am Hochrappenkopf in Höhenlagen von bis zu 2400 Metern, im Tiroler Teil der Allgäuer Alpen an der Balschtespitze bei Elbigenalp bis 2490 Metern auf. In Graubünden und im Kanton Wallis steigt das Langsporn-Veilchen bis in Höhenlagen gegen 3000 Metern auf.

## Systematik
Die Erstveröffentlichung von Viola calcarata erfolgte 1753 durch Carl von Linné in Species Plantarum, Tomus II, S. 935.
Je nach Autor gibt es drei oder vier Unterarten:
- Viola calcarata L. subsp. calcarata: Sie kommt in Frankreich, Italien, in der Schweiz und in Deutschland vor.[11] Die Blüten sind meist blauviolett.
- Viola calcarata subsp. cavillieri (W.Becker) Negodi: Sie kommt nur in Italien vor.[12]
- Viola calcarata subsp. villarsiana (Schult.) Merxm.: Sie kommt nur in Frankreich und in Italien vor.[12] Diese Unterart findet ihr Optimum in Gesellschaften der Klasse Juncetea trifidi.[8] Die Blüten sind gelb, blau oder weiß.
- Viola calcarata subsp. zoysii (Wulfen) Merxm. (Syn.: Viola zoysii Wulfen): Sie kommt in Österreich, Slowenien, Serbien, Bosnien und Herzegowina, Montenegro, Nordmazedonien und Albanien vor.[12] Die Blüten sind meist gelb. Die Blattspreite ist fast kreisrund. Die Nebenblätter sind ganzrandig oder nur mit wenigen Zähnen.[2] In den Karawanken kommt diese Unterart meist in Höhenlagen von 1800 bis 2200 Metern vor.[2]